# Fritz Spanier
Fritz Marcus Spanier (geboren 15. Mai 1902 in Recklinghausen; gestorben 16. Juni 1967 in Düsseldorf) war ein deutscher Arzt. Er war einer der Passagiere der St. Louis, die 1939 vergeblich versuchten, Asyl in Kuba oder den USA zu erhalten. Zur Zeit der deutschen Besetzung der Niederlande leitete er das Krankenhaus im Durchgangslager Westerbork.

## Biographie

### Ausbildung und Familie
Fritz Spanier wuchs in Düsseldorf auf und besuchte dort die Schule; 1921 bestand er das Abitur. „Jüdische Orthodoxie und ein heute kaum faßbarer deutscher Patriotismus bestimmten seine Jugend“, schrieb der Rabbiner Robert Raphael Geis 1962 anlässlich Spaniers 60. Geburtstag. Sein Medizinstudium absolvierte er an der Universität Bonn. In den 1920er Jahren heiratete er Babette Seidemann (geb. 1905 in Krefeld). 1927 wurde er mit einer Dissertation zum Thema Ueber das Glykosidspaltungs- und Reduktionsvermögen der Enterokokken und seine Bedeutung für ihre Unterscheidung von den Streptokokken an der Universität Leipzig promoviert und als Arzt approbiert; anschließend war er am Rudolf-Virchow-Krankenhaus in Wedding tätig. Am 20. Januar 1932 wurden in Berlin seine Zwillingstöchter Renate und Ines geboren.

### NS-Zeit
Zu Beginn der Zeit des Nationalsozialismus wurde Spanier 1933 wegen seiner jüdischen Herkunft von der Klinik entlassen. Er zog nach Düsseldorf und eröffnete eine Hausarztpraxis. Nach den Novemberpogromen 1938 und dem Entzug von Spaniers Approbation beschloss das Ehepaar, Deutschland zu verlassen. Mit Hilfe eines Medizinstudenten, der der SS angehörte und sie in Uniform begleitete, gelangte die Familie unbehelligt nach Hamburg.
Am 13. Mai 1939 ging die Familie dort an Bord der St. Louis, um gemeinsam mit 900 Menschen, vornehmlich Juden, Richtung Kuba zu reisen; die Spaniers hatten Fahrkarten für die 1. Klasse. Der Kapitän des Schiffes, Gustav Schröder, ließ ein Flüchtlings-Bordkomitee bilden, dessen Leitung Fritz Spanier übernehmen sollte, der dies aber ablehnte, da er sich einer solchen Aufgabe nicht gewachsen fühle. Nach rund einem Monat kehrte das Schiff mit seinen Passagieren wieder nach Europa zurück, weil sich sowohl Kuba wie auch die Vereinigten Staaten geweigert hatten, die Menschen einreisen zu lassen. Diese ziellose Fahrt des Schiffes ging als Irrfahrt der St. Louis in die Geschichte ein. Am 17. Juni 1939 gingen die Spaniers in Antwerpen wieder von Bord und reisten in die Niederlande.
Dort verbrachte die Familie Spanier zunächst ein halbes Jahr in einem Flüchtlingslager in Amsterdam, bis sie im Februar 1940 – noch vor Einmarsch der Deutschen – in das Centraal Vluchtelingenkamp Westerbork verlegt wurde. Am 10. April 1940 erhielt Fritz Spanier eine Anstellung als Chef des dortigen Krankenhauses und blieb dies als Dienstleiter IV, nachdem das Lager ab Mai von den Deutschen übernommen worden war. Am 1. Juli 1942 wurde das Lager in das Durchgangslager Westerbork umfunktioniert, von wo aus jüdische Menschen in die Vernichtungslager transportiert wurden.
Unter Spaniers Leitung entwickelte sich das Lagerkrankenhaus zu einer der bestausgestatteten Kliniken der Niederlande, in dem zu Hochzeiten rund 1500 Menschen versorgt wurden. Mehrere hundert Pflegerinnen und Pfleger arbeiteten in der „grotesken“ und „riesenhaften“ Klinik sowie rund 100 jüdische Ärzte, von denen einige zu den besten des Landes zählten. Im Lager Westerbork, dessen „wichtigstes Merkmal“ die „falsche Hoffnung“ war, wurde den Insassen eine normale Welt vorgespiegelt, mit Arbeit, Theater, Sport und Krankenhaus, eine „Fata Morgana“, wie die Historikerin Annabelle S. Slingerland es bezeichnete. Im Krankenhaus wurden die Lagerinsassen von Krankheiten geheilt, nur um sie anschließend deportieren zu können; und Spanier war derjenige, der darüber entschied, ob ein Patient transportfähig war oder nicht, ein „Herr über Leben und Tod“.
Spanier galt als „Oberhaupt eines Staates im Staat“, der aufgrund einer guten Beziehung zu dem ebenfalls aus Düsseldorf stammenden Lagerleiter Albert Konrad Gemmeker eine „merkwürdig starke Position“ gehabt habe. Dank dieser besonderen Stellung konnte er sich und seine in Westerbork befindlichen Familienangehörigen davor schützen, in den Osten verschleppt zu werden. Spaniers in Düsseldorf lebende Eltern Amalie und Adolf Spanier hingegen wurden am 21. Juli 1942 nach Theresienstadt deportiert, wo sie im Frühjahr 1944 kurz nacheinander starben.
Der jüdische Arzt Elie Aron Cohen (1909–1993), der ebenfalls im Krankenhaus in Westerbork arbeitete, berichtete in seinen Erinnerungen über Fritz Spanier: „[…] hier droeg hij de mooiste kleren, kreeg het beste eten en had vrouwen te kust en te keur. Hij was een goed arts. . . Heel veel mensen zullen goed en heel velen zullen kwaad van hem vertellen. Hij is een mens die zijn vriendinnen heeft beschermd en gediplomeerde krachten op transport heeft gesteld. Hij kon verschrikkelijk hardvochtig zijn en heel week“ („[…] hier trug er die beste Kleidung, bekam das beste Essen und hatte Frauen in Hülle und Fülle. Er war ein guter Arzt. […] Viele Menschen werden gut und viele schlecht von ihm sprechen. Er ist ein Mensch, der seine Freundinnen beschützt und ausgebildete Kräfte zum Transport bestimmt hat. Er konnte eine Woche lang schrecklich hartherzig sein.“) Cohen selbst wurde mit Frau und Sohn am 14. September 1943 nach Auschwitz deportiert. Er gab an, dass Spanier seine schützende Hand von ihm abgezogen habe, weil Cohens niederländische Frau während eines Streits mit einem deutschen Mitinsassen gesagt habe: „Du bist ein typisch deutscher Jude.“ Cohens Familie wurde in Auschwitz ermordet.
Am 8. Februar 1944 wurde fast die gesamte jüdische Belegschaft des Krankenhauses Westerbork nach Auschwitz abtransportiert. Auch von dieser Deportation blieben Spanier und seine Familie verschont. Insgesamt wurden über 100.000 Menschen über Westerbork deportiert, von denen weniger als 6000 den Holocaust überlebten. Als das Lager am 12. April 1945 von kanadischen Streitkräften befreit wurde, befanden sich dort noch rund 900 Menschen. Gemmeker hatte das Lager am Tag zuvor verlassen und Spanier zuvor per Telefon informiert, das Lager sei jetzt „frei“.

### Nach dem Krieg
Kurz nach Kriegsende 1945 wurden Fritz Spanier und seine Familie, vier weitere Ärzte, ein Apotheker, mehrere Schwestern und Pfleger von der kanadischen Armee aus Westerbork in das befreite KZ Bergen-Belsen gebracht, in das zuvor rund 3700 Insassen des Lagers deportiert worden waren. Dort arbeitete er auf Wunsch des Joint, der Jewish Relief Unit und der Jewish Agency als Arzt. 1947 wurde er Chefarzt des britischen Krankenhauses in Neu-Hohne unter Glyn Hughes. 1950 ließen sich die Eheleute Spanier scheiden. Babette Spanier ging mit den Kindern in die USA, Spanier selbst heiratete nach einem Jahr seine zweite Frau, Anna „Njuta“ Schapiro. 1951 zog er nach kurzen zwischenzeitlichen Aufenthalten in Israel und Amsterdam wieder nach Düsseldorf, wo er erneut eine Arztpraxis eröffnete.
Lagerleiter Gemmeker war nach dem Krieg Patient von Spanier in Düsseldorf und soll dies auch schon vor 1939 gewesen sein; später gab er gegenüber einem niederländischen Journalisten an, dass er in den 1960er Jahren mit Rücksicht auf die jüdischen Patienten von Spanier den Arzt gewechselt habe. Gemmekers frühere Sekretärin und Geliebte Elisabeth Hassel wiederum besuchte Spanier, als dieser in den 1950er Jahren im Krankenhaus lag. Hermann Schliesser, ein ehemaliger Mitgefangener aus Westerbork, besuchte Fritz Spanier ebenfalls in den 50ern in Düsseldorf und lehnte befremdet den Vorschlag von Spanier ab, einen gemütlichen Abend mit Gemmeker zu verbringen und Erinnerungen auszutauschen.
Nicht nur Gemmeker suchte nach dem Krieg die Praxis von Spanier auf, wie Der Spiegel 1963 berichtete: Spanier habe unter seinen Patienten weitere ehemalige Angehörige der Wachmannschaft von Westerbork, die keine Hemmungen zeigen würden, weil sie selbst keinen Juden misshandelt oder umgebracht hätten. „Sie kommen wegen seiner ärztlichen Qualitäten, und bis auf einen, den er in übler Erinnerung hatte, behandelt er sie, nicht ohne Verwunderung über die Eigenheiten des deutschen Gemüts.“ Geis schrieb 1962, Spaniers Sprechzimmer sei zur „Klagemauer“ der jüdischen „Restgemeinde“ in Düsseldorf geworden, „eine Belastung, schwerer noch zu tragen als die übergroße Praxis“.
Spanier saß im Vorstand der Düsseldorfer Jüdischen Gemeinde und war als Berater der Bundesregierung in Sachen gesundheitliche Schäden von Lagerinsassen tätig. Spanier starb 1967 in Düsseldorf, wenige Wochen nach seinem 65. Geburtstag.

### Position in Westerbork
Nach dem Krieg gab es Diskussionen darüber, ob Spanier genug getan habe, seinen Mithäftlingen im Lager zu helfen. Seine Fürsprecher wiesen darauf hin, dass er absichtlich falsche Diagnosen gestellt habe, um Deportationen zu verhindern. Auch sollen unnötige Operationen durchgeführt sowie bei Schwangerschaften falsche Geburtsdaten angegeben worden sein, um mögliche Deportationen zu verzögern. Von Oktober 1943 bis Januar 1944 ging kein Transport in Richtung Auschwitz: Spanier hatte einen Ausbruch von Polio gegenüber der Lagerleitung übertrieben, um eine Quarantäne über das Lager verhängen zu können. Zudem weigerte er sich nach eigener Aussage, wie angeordnet, Sterilisationen durchzuführen.
Kritiker argumentierten, Spanier habe sein gutes Verhältnis zu Gemmeker nicht ausreichend genutzt, um Menschen das Leben zu retten. Auch hieß es, er habe deutsche Juden gegenüber niederländischen bevorzugt und sei käuflich gewesen. Spanier selbst erklärte 1948, dass er alle Anstrengungen unternommen habe, um den Menschen in Westerbork zu helfen. Auch bezeugte er, dass seiner Meinung nach Gemmeker nicht gewusst habe, dass die deportierten Juden ermordet würden.

## Rezeption
- Am 6. September 2018 wurde das Stück Die Reise der Verlorenen von Daniel Kehlmann im Theater in der Josefstadt uraufgeführt, das die Irrfahrt der St. Louis thematisiert. Der Schauspieler Ulrich Reinthaller personifizierte dabei die Rolle von Fritz Spanier. Seine Frau Babette wurde von Sandra Cervik dargestellt.[28]

- Fritz Spanier spielt eine wichtige Rolle in Peter Pranges 2019 erschienenem Roman Eine Familie in Deutschland (Zweites Buch: Am Ende die Hoffnung). In Westerbork wird er ein Freund von Benny Jungblut, einem der Protagonisten des Romans, für den er zum „Lebensretter“ wird.[29] Benny Jungblut sieht in Spanier einen „unglaublich mutigen und großherzigen Mann“.[30]